# Splendeuptychia clementia
Splendeuptychia clementia är en fjärilsart som beskrevs av Butler 1877. Splendeuptychia clementia ingår i släktet Splendeuptychia och familjen praktfjärilar. Inga underarter finns listade i Catalogue of Life.